# Ossen
Ossen é uma comuna francesa na região administrativa de Occitânia, no departamento dos Altos Pirenéus. Estende-se por uma área de 6,91 km². Em 2010 a comuna tinha 240 habitantes (densidade: 34,7 hab./km²).